# Бетмен (мультсеріал, 2004)
«Бе́тмен» (англ. The Batman) — мультсеріал про пригоди молодого бізнесмена Брюса Вейна, та його альтер-его супергероя-детектива Бетмена.

## Сюжет
Не всі готемці сприймають Бетмена, як героя, але Брюсу завжди допомагають його дворецький Альфред Пенніворт, його напарник і прийомний син Дік Ґрейсон, або ж Робін, і його напарниця, Барбара Ґордон, або ж Бетґьорл, дочка шефа поліції Джеймса Гордона. Протягом серіалу вони борються з такими суперзлочинцями, як Джокер, Пінгвін, Загадник, Мен-Бет, Бейн, Отруйний Плющ та іншими.

## Персонажі
- Бетмен/Брюс Вейн — головний герой серіалу, бізнесмен та супергерой.
- Альфред Пенніуорт — відданий дворецький Бетмена.
- Робін/Дік Ґрейсон — прийомний син і напарник Бетмена.
- Бетґьорл/Барбара Ґордон — напарниця Бетмена, дочка комісара поліції Джеймса Ґордона.
- Клейфейс/Ітан Беннет — колишній друг Брюса Вейна, який пізніше став суперлиходієм Клейфейсом.
- Еллен Інь — детектив, колишня напарниця Бетмена, звільнена шефом поліції Роухасом за співпрацю з Бетменом.

## В Україні
В Україні мультсеріал переклав українською мовою і транслював телеканал «Новий Канал».
1. ↑  Fernsehserien.de